# Mika Brzezinski
Mika Emilie Leonia Brzezinski (ur. 2 maja 1967 w Nowym Jorku) – amerykańska dziennikarka i prezenterka telewizyjna. Pracowała dla stacji telewizyjnych CBS, NBC News. Od 9 maja 2007 współprowadzi poranny talk-show Morning Joe na stacji MSNBC.

## Życiorys
Córka Zbigniewa Brzezińskiego i Emilie Benes. Towarzyszyła ojcu podczas szczytu pokojowego w Camp David.
W 1990 rozpoczęła pracę jako asystentka w telewizji ABC. Przez kolejne lata zabiegała o pracę w którejś z ogólnokrajowych stacji telewizyjnych. Zdobyła posadę w Columbia Broadcasting System. Zajmowała się tam prezentowaniem wiadomości między pierwszą w nocy i piątą rano.
W 2001 odeszła z pracy, ale stacja wkrótce zaproponowała jej lepszą posadę w porach dziennych. Przyjęła ją na początku września, na kilka dni przed atakiem na World Trade Center. Uderzenie pierwszego samolotu w wieżowiec zobaczyła z biurowca telewizji. Była pierwszą dziennikarką i jedną z dwóch reporterek relacjonujących na żywo wydarzenia na Manhattanie. Została na miejscu także po zawaleniu się drugiej wieży. Kolejne pięć lat pracowała jako reporterka i prezenterka, ale po zatrudnieniu w stacji Katie Couric została zwolniona w ramach oszczędności niezbędnych do pokrycia wysokich zarobków nowej prowadzącej. Straciwszy z dnia na dzień pracę, zaczęła szukać nowego zatrudnienia i po kilkunastu próbach została freelancerką w MSNBC.
W 2007 została współprowadzącą Morning Joe, programu Joe Scarborougha. Dużą popularność zyskała 26 czerwca 2007, gdy na wizji dwukrotnie odmówiła wydawcy podania informacji o wyjściu Paris Hilton z więzienia. Za pierwszym razem kartkę podarła, drugą usiłowała podpalić zapalniczką, a ostatecznie zniszczyła ją w niszczarce. Dzięki temu wydarzeniu zyskała dużą sympatię widzów, którzy docenili jej sprzeciw wobec infantylizacji mediów informacyjnych. Od tego czasu nie jest już przedstawiana jako „córka Zbigniewa Brzezińskiego”, natomiast jej ojciec często był określany jako „ojciec Miki Brzezinski”.
Jest autorką książki Znaj swoją wartość poświęconej braku równouprawnienia ekonomicznego płci. W 2013 wydała książkę Obsessed: America’s Food Addiction and My Own opisującą jej 30-letnie zmagania z wagą. Wystąpiła gościnnie w filmie Jak ona to robi.
Była żoną dziennikarza Jamesa Patricka Hoffera (1993–2016). Ma dwie córki.
24 listopada 2018 wyszła za mąż za Joe Scarborough.